# De Salis

De Salis (ook: de Salis Soglio Mayenfeld ) is een van oorsprong uit Graubünden afkomstig geslacht waarvan leden sinds 1815 tot de Nederlandse adel behoren en welke Nederlandse tak in 1900 uitstierf.

## Geschiedenis
De stamreeks begint met Rudolf de Salis die tussen 1285 en 1293 vermeld wordt en leenman was van de bisschop van Chur te Soglio (Val Bregaglia, Graubünden) en voor 12 april 1300 overleed. Een nazaat, Rudolph Antony (1686-1745) werd officier in Statendienst en daarmee de stamvader van de Nederlandse tak. Zijn kleinzoon werd bij Koninklijk Besluit van 15 april 1815 ingelijfd in de Nederlandse adel; in 1822 werd hem de titel van baron verleend, overgaand bij eerstgeboorte.

## Enkele telgen
Rudolph Antony des H.R.Rijksridder de Salis (1686-1745), officier in Statendienst, laatstelijk brigadier, commandant van het regiment Zwitsers, sneuvelde tijdens de Slag bij Fontenoy (1745)
- Jean Baptiste des H.R.Rijksridder de Salis (1721-1803), officier in Statendienst, laatstelijk luitenant-generaal
  - Rudolph Antony baron de Salis (1761-1851), in dienst van de VOC, directeur der registratie en domeinen
    - Jhr. Jean Baptiste de Salis (1784-1838), resident van Rembang
    - Jhr. Adriaan Maurits Theodorus de Salis (1788-1834), resident, waarnemend resident van Soerabaja, lid van de Raad van Indië
    - Jkvr. Johanna Jacoba Wilhelmina Louisa de Salis (1793-1876); trouwde in 1812 met Isaäc August baron Melvill van Carnbee (1780-1845), luitenant-ter-zee, ambtenaar, zoon van viceadmiraal Pieter baron Melvill van Carnbee (1743-1826) en lid van de familie Melvill van Carnbee
    - Carel Paul Amarant baron de Salis Soglio Mayenfeld (1800-1871), luitenant-kolonel, verkreeg bij KB van 1861 naamswijziging tot de Salis Soglio Mayenfeld
    - Jkvr. Catharina Carolina de Salis (1806-1873); trouwde in 1838 met jhr. Johan Eberhard Paul Ernst Gericke van Herwijnen (1785-1845), gouverneur van Limburg
    - Jkvr. Sophia Antoinette de Salis (1807-1874); trouwde in 1831 met mr. Dirk Donker Curtius (1792-1864), minister
    - Jkvr. Wilhelmina Frederica Arthurina de Salis (1815-1900), laatste telg van de Nederlandse tak